# Лёффлер, Луиза-Жанна
Луиза-Жанна Лёффлер (нидерл. Louise-Jeanne Loeffler; годы жизни неизвестны) — бельгийская шахматистка, победитель чемпионата Бельгии по шахматам среди женщин (1954, 1958, 1959, 1960, 1961, 1967).

## Шахматная карьера
С середины 1950-х до середины 1960-х годов Луиза-Жанна Лёффлер была одной из ведущих шахматисток Бельгии. Она шесть раз побеждала в чемпионат чемпионате Бельгии по шахматам среди женщин: 1954, 1958, 1959, 1960, 1961 и 1967.
Луиза-Жанна Лёффлер выступала за Бельгию на двух шахматных олимпиадах среди женщин (1963, 1969).